# USS Gonzalez (DDG-66)
USS Gonzalez (DDG-66) — эсминец типа «Арли Бёрк». Построен на верфи Bath Iron Works, приписан к морской станции Норфолк, штат Виргиния, входит в состав 18-й эскадры эсминцев Атлантического флота США. Назван в честь сержанта Альфредо Гонсалеса, посмертно награждённого медалью Почёта за подвиги в ходе битвы за Хюэ во время Вьетнамской войны.